# Diplazium urticifolium
Diplazium urticifolium är en majbräkenväxtart som beskrevs av Hermann Christ.
Diplazium urticifolium ingår i släktet Diplazium och familjen Athyriaceae. Inga underarter finns listade i Catalogue of Life.